# Bildur aize
Bildur-aize ou Beldur-aize (« vent de la peur » en basque) est un génie de la mythologie basque qui fait faire des cauchemars aux gens et qui parfois oppresse la poitrine des gens qui dorment,. 
C'est un démon, ou esprit, qui entre dans les rêves et provoque des cauchemars. On dit que cet être fantastique prédit des événements futurs dans les rêves
Pour s'en délivrer, les gens de la région de Goiherri au Guipuscoa se rendent dans certaines églises comme celles d'Olaberria, d'Arriaran et de Mutiloa afin de demander aux les prêtres de ces lieux une prière à leur intention. De la même façon, les gens considèrent aussi qu'il est utile avant de se coucher de réciter cette prière à trois reprises:
« Amandere Santanes

Bart egin det ametz

ones edo gaitzez

Egin ba-det gaitzez.

Biurr egidazu onez »
« Grand-mère Sainte Iñes

Cette nuit j'ai fait un rêve

bon ou mauvais

Si je l'ai fait mauvais

Demain rend-le moi bon »

## Étymologie
Beldur aize signifie "vent effrayant" en basque. De beldur "peur", "crainte" et haize "vent".